# Baldwin AS-616
La BLH AS-616 era una locomotora diésel-eléctrica C-C de 1,200 kW construida por Baldwin-Lima-Hamilton entre 1950 y 1954. Diecinueve ferrocarriles compraron 214 locomotoras y dos ferrocarriles compraron siete unidades B sin cable. El AS-616 fue valorado por su esfuerzo de tracción extremadamente alto, mucho más que cualquier producto ALCo o EMD comparable. Se utilizó de la misma manera que su homólogo de cuatro ejes, el AS-16, y su hermano de seis ejes, el AS-416, aunque el diseño del motor de seis tracción permitía un mejor esfuerzo de tracción a velocidades más bajas.

## Propietarios originales
| Ferrocarril                            | Cantidad | Números                              | Notas                                                             |
| -------------------------------------- | -------- | ------------------------------------ | ----------------------------------------------------------------- |
| Baldwin-Lima-Hamilton (demostración)   | 2        | 1600                                 | a Duluth, South Shore y Atlantic Railway                          |
| Baldwin-Lima-Hamilton (demostración)   | 2        | 1601                                 | a Oregon y Northwestern Railroad                                  |
| Bessemer y Lake Erie Railroad          | 2        | 408, 409                             |                                                                   |
| Chicago y North Western Railway        | 3        | 1560, 1561, 1604                     |                                                                   |
| Chesapeake y Ohio Railway              | 39       | 5528–5529, 5533–5569                 |                                                                   |
| Duluth, South Shore y Atlantic Railway | 7        | 204–210                              | a Soo Line Railroad 388-394                                       |
| Houston Belt y Terminal Railway        | 1        | 32                                   |                                                                   |
| Kaiser Steel                           | 2        | 1012A, 1012B                         | 1012A a Kaiser Bauxite Jamaica,1012B a Rayonier                   |
| Milwaukee Road                         | 6        | 2100–2101, 2104–2107                 |                                                                   |
| Milwaukee Road                         | 2        | 2100B, 2101B                         | Unidades B: reconstruidas con cabinas y renumeradas 2102, 2103    |
| Ferrocarriles Nacionales de México     | 20       | 6800–6819                            |                                                                   |
| Orinoco Mining Company                 | 9        | 1001–1009                            |                                                                   |
| Pennsylvania Railroad                  | 12       | 8966–8974, 8111, 8112, 8114 (ex-PWV) | renumerado 6966-6977                                              |
| Pittsburgh y West Virginia Railway     | 1        | 40                                   | a PRR en 1960                                                     |
| Texas y New Orleans Railroad           | 8        | 177–184                              |                                                                   |
| Southern Pacific Company               | 51       | 5228–5278                            | Frenado dinámico incluido                                         |
| Southern Pacific Company               | 5        | 5501–5505                            | Unidades B: renumeradas como 4901-4905; incluido frenado dinámico |
| Tennessee Coal, Iron y Railroad        | 5        | 1502–1506                            |                                                                   |
| Trona Railway                          | 1        | 52                                   |                                                                   |
| Union Pacific Railroad                 | 6        | 1260–1265                            |                                                                   |
| Union Railroad                         | 3        | 625–627                              |                                                                   |
| Estrada de Ferro Central do Brasil     | 12       | 3371–3382                            | De Ancho irlandés                                                 |
| Estrada de Ferro Central do Brasil     | 20       | 4371–4390                            | De Ancho métrico                                                  |
| Red de Viação Paraná-Santa Catarina    | 5        | 60–64                                | De Ancho métrico                                                  |
| Total                                  | 214      | Unidad A                             |                                                                   |
| Total                                  | 7        | Unidad B                             |                                                                   |

## Diseño
El AS-616 era muy similar al modelo anterior, el Baldwin DRS-6-6-1500, montaba el mismo bastidor básico y compartía la misma carrocería. El diseño era muy simple y carecía del estilo de los años 50 de los competidores EMD F3 y ALCO FA. El diseño utilitario fue valorado para cambiar de trabajo, un puesto que el AS-616 ocupaba fácilmente.
El AS-616 sería el conmutador de carreteras más vendido de todos los tiempos de la compañía y el tercer modelo eléctrico diésel más vendido del constructor de todos los tiempos.

### Rediseño
En 1954, BLH (creyendo que el diseño utilitario de sus cambiadores de vías era la causa de su fracaso general en el mercado) rediseñó toda su gama de locomotoras, y todas adquirieron nuevas capacidades. El efecto más notable del rediseño fue la elevación del techo en todos los desvíos de carreteras, lo que hizo que el techo tomara la forma de un prisma triangular. Sólo se vendieron unas pocas unidades con este diseño, ya que las ventas fallidas habían caído a su nivel más bajo en ese momento. BLH comenzó a ofrecer frenado dinámico en todos los cambios de carretera, aunque el AS-616 ya se ofrecía con frenos dinámicos opcionales.

## Uso
A pesar de comercializarse como un conmutador de carreteras (como el EMD SD9 y el ALCO RSD-4 del mismo período), el AS-616 se utilizó principalmente como un conmutador pesado. El impresionante esfuerzo de tracción y los camiones trimount con refuerzo rígido de GSC atrajeron a las carreteras con tramos de jorobas pesadas (como Southern Pacific). En última instancia, si bien muchos vieron el servicio en la carretera, el AS-616 era un conmutador muy adelantado a su tiempo.
BLH ofreció más opciones en el AS-616 en comparación con el DRS-6-6-1500, algunas unidades ganaron calderas y otras ganaron frenado dinámico. BLH también ofreció control de trenes de unidades múltiples en la AS-616, aunque muchas carreteras compraron la unidad únicamente para cambiar, optando por no participar en MU. Algunas unidades que carecían de MU recibieron MU de la empresa matriz (o de un asociado) dependiendo de la preferencia de la vía.
En la década de 1970, casi todos los AS-616 habían sido desguazados o vendidos. Unos pocos ferrocarriles selectos (Trona Railway es uno de los principales operadores) mantuvieron sus motores diésel en funcionamiento mucho más allá de su vida útil.

## Preservación
Se conservan nueve motores diésel AS-616.
- Oregon y Northwestern Railroad #1, ex Baldwin-Lima-Hamilton #1601, en el Museo del Pacific Southwest Railway
- Trona Railway # 52, en SMS Rail Lines como parte de una antigua colección de Trona Railway
- Southern Pacific #5250, en Jamaica
- Southern Pacific #5253, en Museo del Western Pacific Railroad como Oregon y Northwestern #4
- Southern Pacific #5274, en Museo del Western Pacific Railroad como Oregon y Northwestern #3
- Southern Pacific # 5249, en SMS Rail Lines como parte de una antigua colección de Trona Railway
- Kaiser Steel #1012A, supuestamente todavía con Kaiser Bauxite de Jamaica
- Kaiser Steel #1012B, en SMS Rail Lines, operativo
- Estrada de Ferro Central de Brasil #3380

Anteriormente se conservó un décimo ejemplo, Southern Pacific #5239, que fue enviado al Oregon y Northwestern Railroad en octubre de 1964, donde se utilizó en O&NW como #2. Luego fue canibalizado en busca de repuestos durante los últimos años de operación. Luego se almacenó en 1984 antes de ser vendido al Capítulo del Noroeste del Pacífico de la Sociedad Histórica Nacional de Ferrocarriles en octubre de 1990. Luego, 5239 fue entregado al Museo Nacional del Transporte, San Luis, Misuri, hasta que fue almacenado en Tigard, Oregón y posteriormente fue desguazado en noviembre de 2009.